# Gualel
Gualel ist eine Ortschaft und eine Parroquia rural („ländliches Kirchspiel“) im Kanton Loja der ecuadorianischen Provinz Loja. Die Parroquia besitzt eine Fläche von 101 km². Beim Zensus 2010 wurden 2060 Einwohner gezählt.

## Lage
Die Parroquia Gualel liegt in den Anden im Süden von Ecuador. Das Verwaltungsgebiet erstreckt sich über das obere Einzugsgebiet des Río Guayabal (im Oberlauf auch Río Gualel). Dieser durchfließt das Areal in südlicher Richtung und entwässert dieses dabei zum Río Catamayo. Im Westen, im Norden und im Osten verlaufen mehr als 3000 m hohe Gebirgskämme, welche die Wasserscheiden zu den Einzugsgebieten von Río Puyango, Río Jubones und Río Zamora bilden. Der 2550 m hoch gelegene Ort Gualel befindet sich etwa 30 km nordnordwestlich der Provinzhauptstadt Loja.
Die Parroquia Gualel grenzt im Nordosten an die Parroquia San Pablo de Tenta (Kanton Saraguro), im Osten an die Parroquia Santiago, im Süden an die Parroquia Chuquiribamba, im Südwesten an die Parroquia El Cisne sowie im zentralen Westen und im Nordwesten an die Provinz El Oro mit den Parroquias Salatí und Morales (beide im Kanton Portovelo).

## Orte und Siedlungen
In der Parroquia gibt es folgende Barrios: Bahín, Celén, Centro, El Ari, Gulaspamba, Lluglla, Ramada, Rodeo, San Francisco, Panecillo, Porvenir, San Juan Alto, San Juan Bajo, El Dorado und Los Pinos.

## Geschichte
Gualel war anfangs ein Barrio in der Parroquia Chuquiribamba. Am 31. März 1942 wurde Gualel schließlich eine eigenständige Parroquia rural.